# Hallwang
Hallwang är en ort och kommun i Österrike. Den ligger i distriktet Salzburg-Umgebung i förbundslandet Salzburg,  250 kilometer väster om huvudstaden Wien. 
Kommunen består av fyra orter (Ortschaften) (inom parentes invånarantal 1 januari 2024):
- Berg (504)
- Esch (1 614)
- Hallwang (1 458)
- Zilling (655)